# Anna Ehn
Anna Ehn, född 1970 i Umeå, är en svensk författare och journalist. 

## Biografi
Ehn är uppvuxen i Sundsvall och Stockholm, och numera bosatt i Uppsala. Som författare debuterade hon med romanen Vårfrost 1995 om Klara, en tolvårig anorektisk flicka.
Hon har därefter skrivit böcker för barn, unga och vuxna, både fakta och fiktion. Hon har också medverkat i ett antal antologier.  
2000–2015 var hon anställd på Upsala Nya Tidning. Sedan 2015 är hon frilans, med återkommande uppdrag för Svenska Dagbladet och NCK, Nationellt centrum för kvinnofrid vid Uppsala universitet. 2016–2020 satt hon i styrelsen för BULT, Barn- och ungdomslitterära sektionen i Sveriges författarförbund. Hon är engagerad som volontär i Frisk & Fri. 
2021 startade hon Juniperus förlag, i syfte att ge ut litteratur och sprida kunskap om ätstörningar. Med boken Mamma med ätstörning (2021) har Ehn tillsammans med journalisten Leone Milton lyft fram den problematik som finns hos mammor som strävar med sin kroppsuppfattning och vikt efter graviditeter. Dessa kvinnor kan ha ambitionen att vara en "perfekt mamma", och riskera att utveckla ätstörningar.
År 2022 gav hon ut boken Vägen mot det friska - att bli fri från ätstörningar, där hon med utgångspunkt från egna och andras personliga erfarenheter skildrar vägen bort från ätstörningar. Boken fokuserar på tillfrisknande som process, där de personer hon intervjuar reflekterar över vad som gjorde just dem friska och vilka erfarenheter det har gett dem.